# ゲルハルト・シュラーダー
ゲルハルト・シュラーダー（ドイツ語: Gerhard Schrader, 1903年2月25日 - 1990年4月10日）はドイツの有機化学者である。新しい殺虫剤の開発を専門としていた。
彼自身は殺虫剤によって害虫が根絶され、食料生産が増えることで世界から飢えがなくなることを望んでいたが、実際にはサリンのような神経ガスの発明者としての面が著名である。このため、彼は「神経ガスの父」と呼ばれている。
ニーダーザクセン州出身。ブラウンシュヴァイク工科大学で化学を学び、IG・ファルベンで働いていた。戦後はバイエルで働いていた。
シュラーダーは、IG・ファルベンに勤務している時に初の完全な合成接触殺虫剤を開発してパラチオンなどの何種類かの有効な殺虫剤を発明した。第二次世界大戦の間に、ナチ体制下で化学兵器の研究を行い、1936年にタブン、1938年にサリン、1944年にソマン、1949年にはシクロサリンと続けて強力な化学兵器を発明した。